# Право на ползване
Правото на ползване е ограничено вещно право върху чужда вещ, титулярът (наречен ползвател) на което може да ползва една вещ, съгласно нейното предназначение (usus) и да получава добивите от нея, без да я променя съществено (fructus). Поради тези два свои белега, то е познато като usus fructus в римското право, където то се разглежда като вид личен сервитут. То е било считано за токова и по Закона за имуществата, собствеността и сервитутите (ЗИСС), приет през 1903 г. и отменен с действащия на територията на България Закон за собствеността (ЗС). По тези причини в по-старата вещноправна литература и законодателство е било обозначавано с термина „плодоползване“, което е буквален превод на римското usus fructus.
Правото на ползване не може да съществува върху потребими вещи, понеже те се употребяват чрез консумацията им. Право на ползване не може да има и върху съвкупност от вещи (напр., библиотека, стадо животни), тогава се смята, че има учредено самостоятелно право на ползване над всяка отделна вещ от съвкупността (върху всяка книга, всяко животно). Така за всяка вещ ще важат уредените от закона регулации за правото на ползване (вж. по-долу).
Тъй като правото на ползване е ограничено вещно право (известни и като права върху чужда вещ), то не може да се учреди за собственика. Негови титуляри могат да бъдат лице-несобственик или съсобтвеник на вещта. Правото на ползване е неотчуждимо, ненаследимо и учредено с оглед личността на титуляра му. То е от категорията на правата intuitu personae. По тази причина то се прекратява със смъртта на ползвателя.
Правото на ползване е лично и не може да бъде предостъпвано от ползвателя на трето лице. Ползвателят е длъжен да плаща разноските, свързани с ползването, включително данъци и други такси. Негово задължение е и да поддържа вещта в състоянието, в което я е приел, и да я върне на собственика след прекратяване на правото на ползване.
Правото на ползване, както и всички други вещни права върху чужда вещ, доколкото те са предвидени в законите, могат да се придобиват или учредяват с правна сделка, по давност или по други начини, определени в закона .
Учредяването на право на ползва може да е за определен период или безсрочно, както и да е възмездно или безвъзмездно и не може да бъде отчуждавано от ползвателя.
В случай че правото на ползване е учредено безсрочно в ползва на физическо лице, правото се погасява със смъртта на това лице, а в случай че е учредено в полза на юридическо лице, правото се погасява с прекратяване на ЮЛ . 
Учреденото право на ползва се прекратява с изтичавне на периода, за който е учредено, в случай че ползвателят почине /ФЛ/ или бъде прекратен /ЮЛ/, вещта погине, правото на ползване не се упражнява в продължение на 5 години или с решение на съда, в случай че ползвателят, въпреки отправеното му предупреждение, продължава да си служи с вещта по начин, който застрашава същата с разрушаване или със значително повреждане, ако нарушава своите съществени задължения или ако съществено променя вещта .
До прекратяване на правото на ползване може да се стигне и като се извърши отказ от право на ползване.
Най-често срещана в практиката е хипотеза на учредяване на право на ползване върху недвижим имот- апартамент, къща, гараж, дворно място или друг имот . Доколкото в чл. 18 ЗЗД е установено, че договорите за прехвърляне на собственост или за учредяване на други вещни права върху недвижими имоти трябва да бъдат извършени с нотариален акт, договорът за учредяване на право на ползване също следва да бъде в нотариална форма. Това правило не следва да се прилага за имотите- частна държавна или общинска собственост, тъй като придобиването и разпореждането с такива имоти се осъществява с договори, които се сключват в писмена форма и се вписват по разпореждане на съдията по вписванията по местонахождението на имота . 